# Kevin Gordon
Kevin Gordon (West Monroe, 1964 –) Louisianából származó amerikai énekes, dalszerző, gitáros, költő, népdalgyűjtő. Dalai a déli származásából eredő tapasztalatokból merítenek Levon Helm, Keith Richards, Webb Wilder és Irma Thomas nyomán.

## Pályafutása
Gordon a louisianai West Monroe-ban nevelkedett blues, a honky-tonk, a rockabilly közvetlen közelében. Tizenhétévesen kezdett gitározni és dalokat írni. Középiskolás korában egy punkzenekarban játszott, amely Ramones és Sex Pistols feldolgozásokat adott elő.
A Louisiana Egyetemen Jorie Graham, költő, arra biztatta Gordont, hogy jelentkezzen az Iowa Egyetem Írói Műhelyébe. Itt aztán  költészetből mesterfokozatot szerzett.
Hétvégeken elkezdett helyi koncertekeken játszani. 1992-ben Nashville-be költözött; ismert dalszerzővé vált.

## Albumok
(válogatás)
- 1994: Carnival Time
- 1998: Cadillac Jack's No. 1 Son
- 2000: Down to the Well
- 2005: O Come Look at the Burning
- 2011: Gloryland
- ? Tilt and Shine
- ? Long Time Gone
- 2016: Live at Jazzfest

### Szólólemezek
- 1994: Carnival Time
- 1997: Illinois 5 AM EP
- 1998: Cadillac Jack's #1 Son
- 2000: Down To the Well
- 2005: O Come Look at the Burning
- 2009: Salvage & Drift #1 (saját kiadás)
- 2012: Gloryland
- 2015: Long Gone Time

## Díjak
- * A hétszeres Blues Music Awards-nyertes Shemekia Copeland által előadott „One I Love” című dala[1] 2018-ban jelent meg az „America's Child” című albumon.